# Eugenio Montale
Eugenio Montale (født 12. oktober 1896 i Genova, død 12. september 1981 i Milano) var en italiensk digter.
Han var i sin generation nyskabende og er blevet kaldt den største lyriker i landet siden Leopardi. I 1975 modtog han Nobelprisen i litteratur for sin poesi, der "med stor kunstnerisk følsomhed har fortolket menneskelige værdier".
Montale voksede op i Genova, men familien havde sommerhus på Ligurias kyst; en landskab, der spiller en stor rolle i hans digtning. Hans popularitet tog til i årene efter 2. verdenskrig, og han blev i 1967 udnævnt til senator og æresdoktor ved Cambridge University. 
Hans prosa består foruden digte af breve, essays og journalistik. Han debuterede med digtsamlingen Ossi di seppia i 1925. 